# Friedrich Kirchhoff
Friedrich Kirchhoff fou un advocat de dreta a Königsberg que tenia un alt sentit del deure cap a l'estat prussià.
Es va casar amb Johanna Henriette Wittke, i entre d'altres, van tenir al seu fill Gustav Robert Kirchhoff el 12 de març del 1824 a Berlín, el futur físic prussià.
La seva família era part de la florent comunitat intel·lectual de Königsberg, i Gustav, el seu fill més capaç, fou criat amb la creença que el servei Prúsia era l'únic camí obert per a ell.
Es aquesll temps, els professors eren també funcionaris públics, i Friedrich i Johanna van creure per al seu fill Gustav que ser un professor universitari representava la posició adequada on algú amb altes habilitats acadèmiques podia servir a Prúsia.